# Eirene mollis
Eirene mollis är en nässeldjursart som beskrevs av Torrey 1909. Eirene mollis ingår i släktet Eirene och familjen Eirenidae. Inga underarter finns listade i Catalogue of Life.